# Lukas Nmecha
Lukas Nmecha, né le 14 décembre 1998 à Hambourg en Allemagne, est un footballeur international allemand qui évolue au poste d'avant-centre ou d'ailier à Leeds United.
Il possède également la nationalité britannique.

## Carrière en club

### Manchester City
Lors d'un tournoi de football avec son équipe d'école primaire à Wythenshawe, il a été repéré par Manchester City, où il a joué pour leurs équipes de jeunes pendant plus d'une décennie, avant de faire ses débuts le 19 décembre 2017 en Coupe de la Ligue anglaise. Lors de ses débuts, il a marqué le troisième penalty pour Manchester City lors de leur victoire en séance de tirs au but contre Leicester City.
Il a fait ses débuts en Premier League le 29 avril 2018, en tant que remplaçant tardif de Gabriel Jesus contre West Ham United au Stade de Londres.
Il a été impliqué dans plusieurs matchs de l'équipe première de Manchester City lors de la tournée de pré-saison 2018-19 aux États-Unis pour participer à la Coupe des champions internationale 2018. Il a marqué son premier but en équipe première le 29 juillet 2018 lors du match amical de pré-saison contre Bayern Munich lors d'une victoire 3-2,.

#### Preston North End (prêt)
Nmecha a été prêté à Preston North End pour la saison 2018-2019.

#### VfL Wolfsburg (prêt)
Le 3 août 2019, Nmecha a rejoint le club de Bundesliga VfL Wolfsburg en prêt pour une saison.

#### Middlesbrough (prêt)
Le prêt de Nmecha a pris fin le 3 janvier 2020 et il a rejoint Middlesbrough en prêt. Son prêt a expiré le 31 juillet 2020.

#### Anderlecht (prêt)
Le 21 août 2020, Nmecha a rejoint l'équipe de Anderlecht dirigée par son ancien coéquipier Vincent Kompany en prêt. Le 13 septembre 2020, il a marqué son premier but avec Anderlecht lors d'une victoire 2-0 contre le Cercle Bruges. Le 19 septembre, il a marqué un doublé dans une victoire 4-2 contre Waasland-Beveren. Il a terminé la saison 2020–2021 en marquant 18 buts en 37 matches.

### Retour à Wolfsburg
Nmecha est revenu au VfL Wolfsburg en transfert permanent le 16 juillet 2021. Il a marqué le but gagnant lors de ses débuts en Bundesliga pour le club, dans une victoire 2-1 en remontant le score contre Hertha Berlin le 21 août.

### Leeds United
En fin de contrat avec le VfL Wolfsburg à l’été 2025, il s’engage librement avec Leeds United, promu en Premier League. Il signe un contrat de deux saisons avec le club anglais.

## En sélection
Né en Allemagne d'un père nigérian et ayant passé toute son enfance en Angleterre, Lukas Nmecha est éligible pour porter le maillot des trois sélections nationales.
Il participe au championnat d'Europe des moins de 19 ans en 2017 avec l'équipe d'Angleterre. Il marque un but contre la Tchéquie en demi-finale puis un but en finale contre le Portugal (victoire 2-1).
Il fait partie des vingt joueurs sélectionnés en équipe d'Angleterre espoirs pour disputer le Festival international espoirs 2018. Le 29 mai 2018, il honore sa première sélection avec l'Angleterre espoirs en étant titularisé face au Mexique (0-0).
En mars 2019, il est convoqué pour la première fois en équipe d'Allemagne espoirs, après avoir annoncé qu'il souhaitait changer de nationalité sportive.
Le 26 mars 2019, il prend part à sa première sélection avec les espoirs allemands, en entrant à l'heure de jeu contre l'Angleterre (victoire 1-2).
En mai 2019, Nmecha est sélectionné dans la liste des joueurs allemands participant à l'Euro espoirs 2019. Lors de cette compétition organisée en Italie, il joue trois matchs. Les Allemands échouent en finale face à l'Espagne.
Le 5 septembre 2019, il inscrit son premier but avec les espoirs, lors d'une rencontre amicale face à la Grèce. Il inscrit ensuite six buts lors des éliminatoires de l'Euro espoirs 2021 (statistiques arrêtées au 6 novembre 2020).
Nmecha remporte l'Euro espoirs 2021 avec l'équipe d'Allemagne, durant lequel il inscrit quatre buts dont l'unique but de la finale remportée face au Portugal.

## Statistiques

### En club
| Saison                | Club                     | Championnat           | Championnat | Championnat | Coupe(s) nationale(s) | Coupe(s) nationale(s) | Compétition(s) continentale(s) | Compétition(s) continentale(s) | Compétition(s) continentale(s) | Total | Total |
| Saison                | Club                     | Division              | M.          | B.          | M.                    | B.                    | Comp.                          | M.                             | B.                             | M.    | B.    |
| 2017-2018             | Manchester City          | Premier League        | 2           | 0           | 1                     | 0                     | C1                             | -                              | -                              | 3     | 0     |
| Sous-total            | Sous-total               | Sous-total            | 2           | 0           | 1                     | 0                     | -                              | 0                              | 0                              | 3     | 0     |
| 2018-2019             | Preston North End (prêt) | Championship          | 41          | 3           | 3                     | 0                     | -                              | -                              | -                              | 44    | 3     |
| 2019-2020             | VfL Wolfsburg (prêt)     | Bundesliga            | 6           | 0           | 1                     | 0                     | C3                             | 5                              | 0                              | 12    | 0     |
| 2019-2020             | Middlesbrough FC (prêt)  | Championship          | 11          | 0           | 2                     | 0                     | -                              | -                              | -                              | 13    | 0     |
| 2020-2021             | RSC Anderlecht (prêt)    | Pro League            | 37          | 18          | 4                     | 3                     | -                              | -                              | -                              | 41    | 21    |
| Sous-total            | Sous-total               | Sous-total            | 95          | 21          | 10                    | 3                     | -                              | 5                              | 0                              | 110   | 24    |
| 2021-2022             | VfL Wolfsburg            | Bundesliga            | 25          | 8           | 1                     | 0                     | C1                             | 5                              | 2                              | 31    | 10    |
| 2022-2023             | VfL Wolfsburg            | Bundesliga            | 16          | 2           | 2                     | 0                     | -                              | -                              | -                              | 18    | 2     |
| 2023-2024             | VfL Wolfsburg            | Bundesliga            | -           | -           | 1                     | 1                     | -                              | -                              | -                              | 1     | 1     |
| Sous-total            | Sous-total               | Sous-total            | 41          | 10          | 4                     | 1                     | -                              | 5                              | 2                              | 50    | 13    |
| Total sur la carrière | Total sur la carrière    | Total sur la carrière | 138         | 31          | 14                    | 4                     | -                              | 10                             | 2                              | 162   | 37    |

### En sélection
| Saison                | Sélection             | Phases finales        | Phases finales | Phases finales | Phases finales | Éliminatoires | Éliminatoires | Éliminatoires | Matchs amicaux | Matchs amicaux | Matchs amicaux | Total | Total | Total |
| Saison                | Sélection             | Compétition           | M              | B              | Pd             | M             | B             | Pd            | M              | B              | Pd             | M     | B     | Pd    |
| --------------------- | --------------------- | --------------------- | -------------- | -------------- | -------------- | ------------- | ------------- | ------------- | -------------- | -------------- | -------------- | ----- | ----- | ----- |
| 2021-2022             | Allemagne             | Ligue des nations     | 2              | 0              | 0              | 2             | 0             | 0             | 2              | 0              | 0              | 6     | 0     | 0     |
| 2021-2022             | Allemagne             | Ligue des nations     | 1              | 0              | 0              | -             | -             | -             | -              | -              | -              | 1     | 0     | 0     |
| Total sur la carrière | Total sur la carrière | Total sur la carrière | 3              | 0              | 0              | 2             | 0             | 0             | 2              | 0              | 0              | 7     | 0     | 0     |

## Palmarès

### En sélection
- Angleterre -19 ans
  - Vainqueur du Championnat d'Europe en 2017.
- Angleterre espoirs
  - Vainqueur du Festival international espoirs en 2018.
- Allemagne espoirs
  - Vainqueur du Championnat d'Europe en 2021
  - Finaliste du Championnat d'Europe en 2019.

## Vie personnelle
Fils d'une mère allemande et d'un père nigérian Igbo, Nmecha - ainsi que son frère cadet Felix - sont nés à Hambourg, mais ont déménagé en Angleterre avec leur famille en 2007. Après avoir perfectionné leurs compétences dans le quartier d'Altona à Hambourg, leur déménagement à Manchester a attiré l'attention de l'équipe de Premier League, Manchester City, sur les jeunes Nmechas. Tous deux ont fini par rejoindre l'académie du club.